# Gisela Biedermann
Gisela Biedermann (nacida el 5 de abril de 1948) es una médica y política alemana y liechtensteiniana que sirvió en el Landtag de Liechtenstein desde 2009 hasta 2013. Miembro del partido Unión Patriótica, representó al distrito electoral de Oberland.

## Biografía
Gisela Biedermann nació el 5 de abril de 1948 en la ciudad de Alzey, Alemania. Su padre era profesor de secundaria. Después de completar su educación secundaria en la ciudad en 1966, comenzó a estudiar medicina en la Universidad de Maguncia y la Universidad de Friburgo. En 1973, recibió el título de Doctora en Medicina y comenzó a trabajar como médica en Alemania y Suiza. En 1978, se casó con Richard Biedermann, el jefe de la Oficina de Servicios Sociales de Liechtenstein y hermano del político Manfred Biedermann. Más tarde ese año, la pareja se mudó a la ciudad de Schellenberg en Liechtenstein.
Biedermann se especializó en medicina interna en 1983 y estableció una práctica médica en Vaduz. A lo largo de su carrera, Biedermann ha ocupado varios puestos comunitarios destacados. En 1986, se convirtió en miembro del consejo parroquial de Vaduz, desempeñándose como su presidenta desde 1987 hasta 1995. También ha sido miembro de la junta directiva de la Ayuda a los ancianos y enfermos de Liechtenstein, el Equipo de intervención en crisis y Familienhilfe Vaduz. Biedermann ha sido presidenta de la Fundación de la Escuela de Música de Liechtenstein y del Centro de asesoramiento sobre embarazo de Vaduz, ocupando este último cargo durante más de veinte años entre 1986 y 2007.
En 2009, Biedermann se mudó a Vaduz y se presentó a las elecciones de ese año para el Landtag de Liechtenstein. Presentándose en el distrito electoral de Oberland como miembro del partido Unión Patriótica , Biedermann fue elegida para el parlamento, recibiendo 4.264 votos (42,5%). Dejó el cargo al final de su mandato en 2013.
Desde 1996, Biedermann ha sido miembro de la junta directiva del Foro Pastoral para la Promoción de las Iglesias, una organización que promueve la religión en la Europa del Este poscomunista , y actualmente se desempeña como su vicepresidente.